# Sope
Los sopes son una comida mexicana que consiste en una tortilla gruesa y ancha, «pellizcadas» por las orillas para formarle bordes y frita en manteca de puerco. Sobre ella se añaden diferentes ingredientes como chicharrón o carne, queso, verduras y salsa picante, con variaciones regionales. «Sope» también puede hacer referencia a las picadas veracruzanas, aunque se consideran dos platos diferentes.
Para la preparación de los sopes, la lámina de maíz se prepara a base de masa fresca y levemente salada, a la cual se le da la clásica forma circular, pero de un grosor mayor que el de una tortilla convencional. Por lo general, el sope se fríe en manteca de puerco, aunque hay quienes utilizan aceite vegetal (depende de la región y del gusto). Es importante que la parte externa esté bien cocida, mientras que la parte interna guarde una parte de su consistencia suave.
La razón de eso es que en muchas partes se acostumbra formar un reborde al sope ya cocido, moldeando con las yemas de los dedos toda la circunferencia de la lámina de maíz recién frita (se 'pellizca', de ahí el otro nombre del sope: pellizcada). Este reborde sirve para que el sope conserve en su interior los líquidos (por ejemplo, las salsas) que se le agreguen. Cabe notar que no en todas partes del país se elabora ese reborde "pellizcado".
Los ingredientes que se colocan encima de este ya frito son los siguientes:
- Una capa de frijoles refritos
- Una cama de lechuga picada
- Cebolla picada
- Crema fresca de leche de vaca
- Queso blanco fresco y desmenuzado
- Salsa verde o roja
- Carne deshebrada de pollo u otro guiso

Los sopes son fáciles de encontrar a la venta en las regiones centro y sur mexicanas. Aunque, en algunas partes de México se confunden con el huarache.

## Variantes
Actualmente existen en algunos estados del centro de la República Mexicana (Estado de México, Morelos, Tlaxcala,Ciudad de México y Guerrero) en donde se hacen sopes de masa blanca, de masa amarilla, de masa azul y de masa mezclada con nopal - sopes de nopal.
Las picaditas son una variante veracruzana, generalmente más sencilla.